# Estación Xinglong

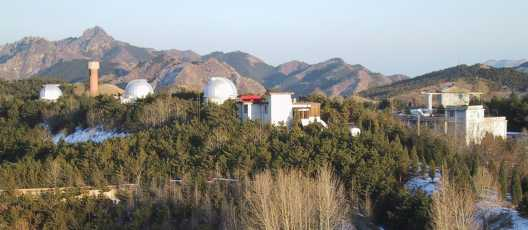
Imagen de la estación

La estación Xinglong (en chino tradicional, 興隆觀測基地; en chino simplificado, 兴隆观测基地; pinyin, Xīnglóng guāncè jīdì) es un observatorio (IAU número 327) situado al sur del pico principal de las montañas Yanshan en Hebei, China. Hay siete telescopios instalados: un Mark-III fotoeléctrico, un reflector de 60 cm. ; otro de 85 cm.; un telescopio Schmidt de 60/90; un telescopio de infrarrojos de 126 cm. ; y un telescopio de 216 cm. El más reciente es otro de 4 m. completado por otro de 5.2m como parte de su programa de astronomía de Rayos gamma, conocido coloquialmente como Sām Tóm debido a su gran distancia focal. En centro es un destino turístico.